# 基恩·杜林
基恩·拉特瓦·杜林（英語：Keyon Latwae Dooling，1980年5月8日—），美国NBA联盟的前职业篮球运动员。他在2000年的NBA选秀中第1轮第10顺位被奥兰多魔术选中。2013年離開NBA，在他一年前和塞爾提克續約後突然宣佈退休，源自於他在廁所遭到一名醉漢調戲使他回憶起了年幼時遭到性侵的恐懼並再次深受其害。當時杜林罹患妄想症，總覺得有人跟蹤。之後，杜林到醫院接受PTSD治療，這緣自他五歲時曾遭遇性侵犯，杜林日後從事演說家和人生導師的工作。